# Östhammarsfjärden
Östhammarsfjärden är trots namnet snarare en lång havsvik än en fjärd, belägen mellan fastlandet och Söderön (halvö), och som utgör farleden in till Östhammar.